# Râul Sutlej

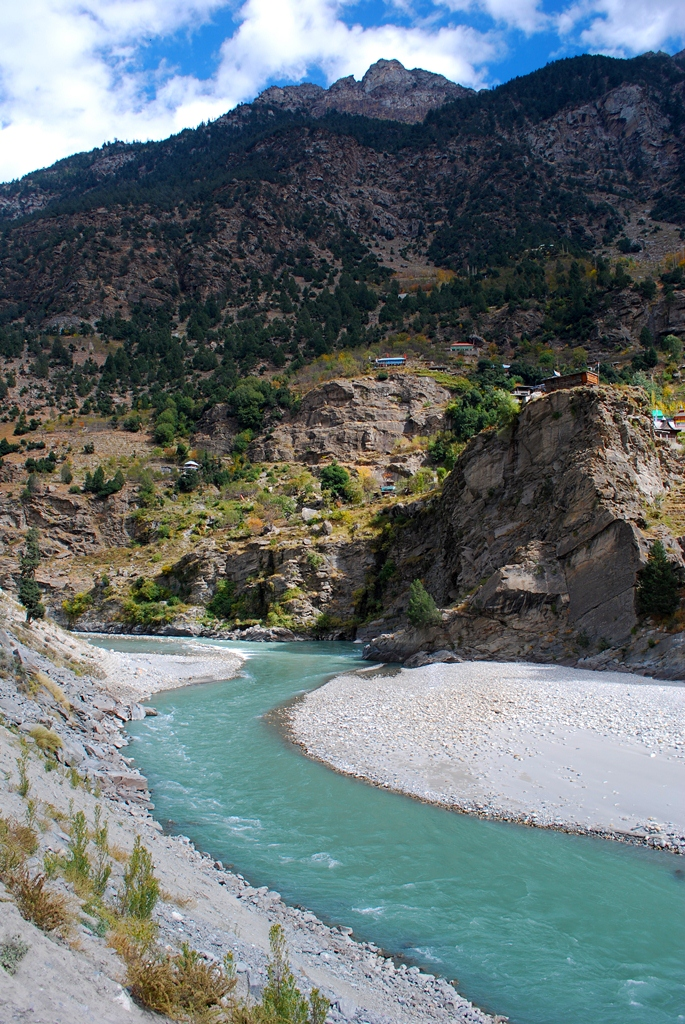
Râul Sutlej în India

Râul Sutlej (în sanscrită शुतुद्रि, în hindi सतलज, în punjabă ਸਤਲੁਜ, în urdu ستلج) este un râu situat în Asia. Cel mai mare dintre „cele cinci fluvii din Punjab”, are o lungime de 1.450 km. Izvorăște din sud-vestul Podișului Tibet, traversează Himalaya, apoi regiunile Himachal Pradesh și Punjab (India), în India, apoi își continuă cursul prin regiunea Punjab din Pakistan. Formează granița dintre India și Pakistan, pe o lungime de 105 km. Se unește cu râul Chenab în Pakistan, formând râul Panjnad, care face legătura dintre „cele cinci fluvii” și Ind. Cursul său mijlociu este folosit intens pentru irigații.